# Gualala (ort i Honduras, Departamento de Santa Bárbara, lat 15,02, long -88,23)
Gualala är en ort i Honduras.   Den ligger i departementet Departamento de Santa Bárbara, i den västra delen av landet, 150 km nordväst om huvudstaden Tegucigalpa. Gualala ligger 124 meter över havet och antalet invånare är 4 509.
Terrängen runt Gualala är kuperad åt nordväst, men åt sydost är den bergig. Gualala ligger nere i en dal. Runt Gualala är det ganska tätbefolkat, med 54 invånare per kvadratkilometer. Närmaste större samhälle är Santa Bárbara, 10,8 km söder om Gualala.  